# Операция Сива чапла
Операция Сива чапла (на немски: Operation Fischreiher) е кодовото название на плана на германското командване за превземане на Сталинград и Астрахан на Източния фронт по време на Втората световна война. Оперативните цели са поставени с директива № 45 на върховния главнокомандващ на въоръжените сили на Третия Райх Адолф Хитлер от 23 юли 1942 г. Предпоставка за осъществяването им е успешното настъпление на германските войски и техните съюзници в края на юни и началото на юли срещу съветските сили в района на Воронеж и Донбас (Операция Блау). Съгласно директивата група армии „Б“ (командваната от генерал Фридрих Паулус 6-а германска армия плюс танкови съединения и помощни румънски, унгарски и италиански войски) трябва да формира защитна линия по средното течение на Дон и едновременно с това да настъпи към Сталинград (днешен Волгоград). Задачата е да бъде разгромена тамошната съветска групировка, докато е още в стадий на формиране, след което настъплението да продължи към Астрахан. По този начин германското командване се надява да прекъсне комуникациите по река Волга и да осигури тила на група армии „А“, настъпваща към Кавказ и Каспийско море. В изпълнение на този план Паулус продължава лятната офанзива и точно месец след издаването на директивата достига бреговете на Волга. Опитите за превземане на Сталинград са пресечени от съветските войски, които преминават в контранастъпление през ноември и през февруари 1943 г. разгромяват напълно 6-а армия и поддържащите я войски на Оста.